# Крестур
Крестур (рум. Crestur) — село у повіті Біхор в Румунії. Входить до складу комуни Абремуц.
Село розташоване на відстані 440 км на північний захід від Бухареста, 39 км на північний схід від Ораді, 121 км на північний захід від Клуж-Напоки.

## Населення
За даними перепису населення 2002 року у селі проживали 506 осіб.
Національний склад населення села:
| Національність | Кількість осіб | Відсоток |
| -------------- | -------------- | -------- |
| угорці         | 309            | 61,1%    |
| цигани         | 121            | 23,9%    |
| румуни         | 73             | 14,4%    |

Рідною мовою назвали:
| Мова      | Кількість осіб | Відсоток |
| --------- | -------------- | -------- |
| угорська  | 446            | 88,1%    |
| румунська | 60             | 11,9%    |